# Kristinehamn
Kristinehamn es una localidad y la sede del Municipio de Kristinehamn, Condado de Värmland, Suecia, con 24,053 habitantes en 2022.

## Geografía
Kristinehamn está situada a orillas del lago Vänern, donde los pequeños ríos Varnan y Löt desembocan en el lago. Tiene un puerto y es un centro de transporte ferroviario y por carretera. Las ciudades cercanas incluyen Karlskoga y Karlstad, y está ubicada exactamente en el medio de Oslo, Estocolmo y Gotemburgo, a 250 km de cada una.

## Historia
El origen de la ciudad fue el puerto y el mercado que surgieron alrededor del puente sobre el Varnan, donde pasaba la carretera nacional entre Suecia y Noruega. Kristinehamn anteriormente se llamaba Bro (Broo) y pertenecía a la parroquia de Varnum mucho antes de los primeros privilegios de la ciudad. Bro era una finca que, desde el siglo XIV, se encontraba en el lugar del puerto interior y la plaza de Kristinehamn. Durante este tiempo, se construyó una iglesia. No hay pruebas arqueológicas sobre la ubicación de la iglesia, pero se cree que estaba detrás del actual hotel de la ciudad, en un lugar atravesado por la calle Gamla Kyrkogatan.
En 1572, el duque Carlos ordenó la construcción de una fábrica real en el lugar, que incluía un alto horno, una fragua, un aserradero, un molino y más. En 1582, hizo que Bro se convirtiera en ciudad con la intención de que el lugar se convirtiera en el centro de Värmland, pero en 1584 cambió de opinión y otorgó los privilegios a Karlstad, considerando que Bro era un lugar menos adecuado para la industria. Trasladó su fundición de hierro a Nykroppa. Sin embargo, durante el siglo XVII, aumentó la manipulación del hierro en Värmland, lo que incrementó la importancia de Bro. En 1639, el gobierno de regencia de la reina Cristina decidió otorgar a Bro privilegios de ciudad, que se emitieron el 29 de octubre de 1642. La ciudad fue entonces nombrada Christinehamn, en honor a la reina.

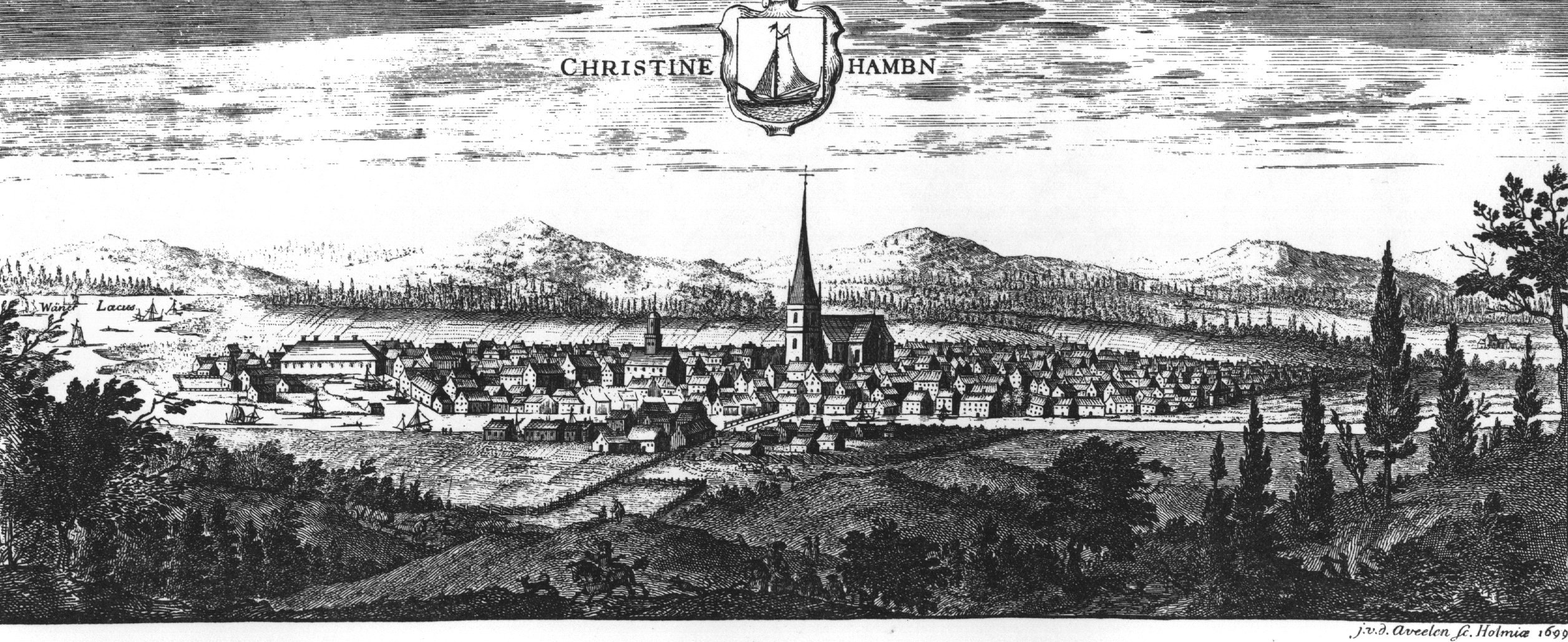
Kristinehamn alrededor del año 1700.

Se construyó una nueva iglesia en el patio de la escuela Brogymnasiet. La ubicación está claramente marcada en el patio empedrado de la escuela. El escudo de la ciudad está simbolizado por el tipo de barco bojort, ya que el hierro forjado se transportaba a Kristinehamn en caballo y ferrocarril desde Bergslagen, y de allí al lago Vänern para su posterior transporte a las fundiciones de hierro con bojort y caballo, donde se forjaba en hierro forjado. Desde 1686 hasta 1903, se celebraba el mercado de Fastings para el comercio del hierro. La parte de entretenimiento continuó bajo el nombre de Fastingen. La única fábrica de seda fuera de Estocolmo se encontraba en Kristinehamn: la "fábrica para impresión en seda y lino" de Emerentia Jernfelts, que, sin embargo, solo estuvo operativa durante aproximadamente diez años (1752–1762).
Varios grandes incendios han devastado Kristinehamn, entre ellos en 1777, cuando casi toda la ciudad se quemó, y en 1893, cuando una cincuentena de granjas a ambos lados de Kungsgatan quedaron reducidas a cenizas. 
El arrabio llegaba a Sjöändan, desde donde se transportaba en carros una milla hacia el sur hasta Kristinehamn. En 1842, comenzó la construcción de una línea de ferrocarril en el tramo. Esta se inauguró el 6 de septiembre de 1850 y usaba caballos como método de propulsión hasta 1858, cuando se introdujo la primera locomotora de vapor en el tramo. La línea de ferrocarril llegó a ser la parte inicial de la inlandsbanan, donde el kilómetro 0 se encuentra en la estación de tren de Kristinehamn. Uno de los jóvenes que participó en el transporte de carros en la década de 1850 fue Axel Broström. A través de él y de otros armadores, la flota de vela de Kristinehamn se transformó en la década de 1870 en una flota moderna de barcos de vapor.
En 1805, se construyó el actual ayuntamiento de Kristinehamn, que se encuentra en la plaza Norra Torget. La iglesia de Kristinehamn se completó en 1858. La nueva iglesia más grande reemplazó a una iglesia de madera en forma de cruz y se ubicó fuera del plan de cuadrícula de la ciudad.El nombre de la ciudad, Lusasken, proviene de la peculiar alcancía en la que los habitantes del municipio han depositado dinero para los marineros pobres durante cientos de años. La alcancía se vaciaba cada año el día de Santa Lucía, y originalmente se llamaba Lusseasken en el lenguaje popular, lo que con los años se transformó en Lusasken. Todavía existe y se vacía hoy en día en el día de Santa Lucía. Los fondos recaudados se destinan a las actividades de la Sociedad de Salvamento Marítimo.
Afiliaciones administrativas

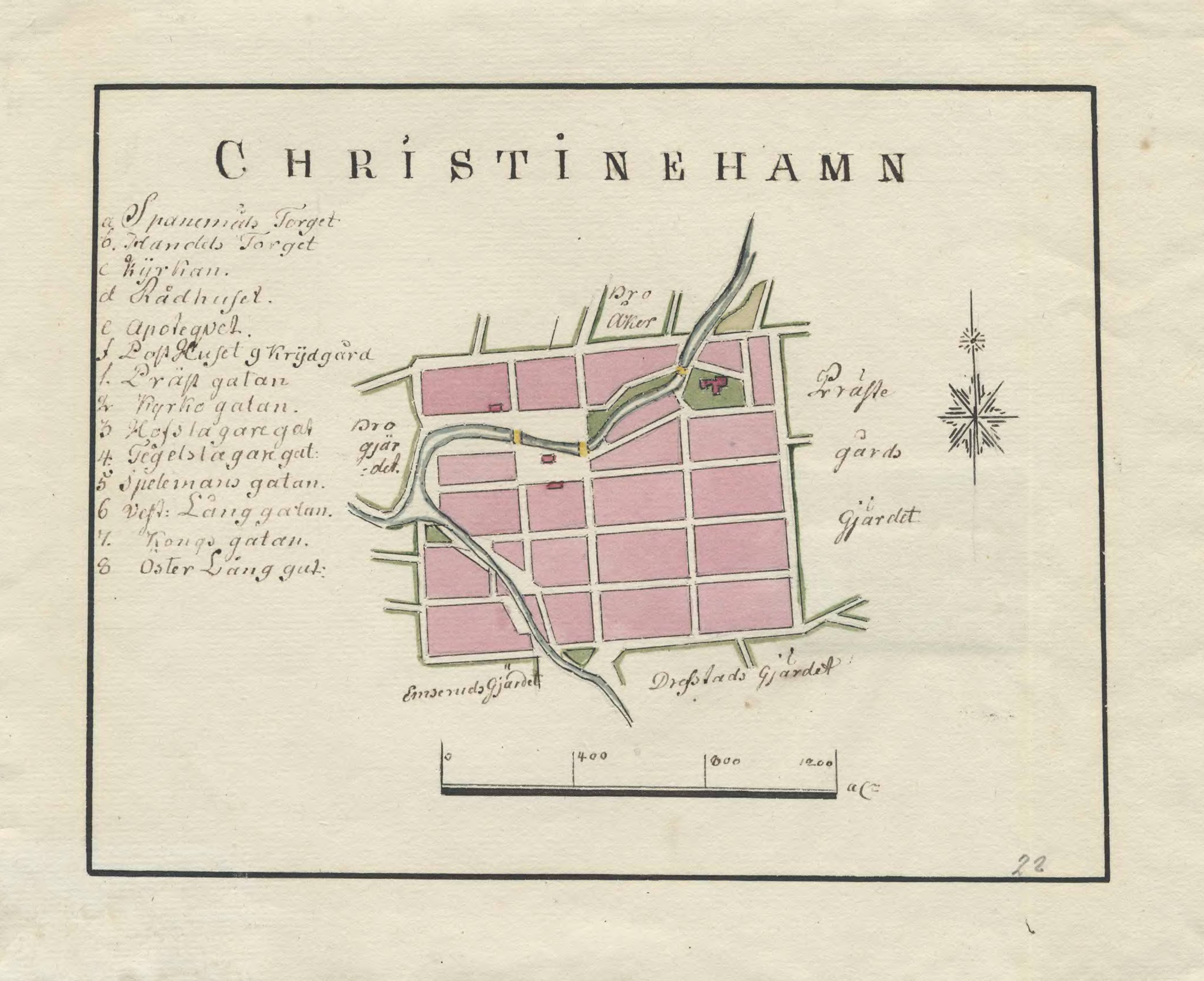
Mapa de Kristinehamn de la década de 1790

La ciudad de Kristinehamn se convirtió en un municipio de ciudad en la reforma municipal de 1862, rodeada por la parroquia de Varnum, donde también se asentaron partes de la población. En 1951, la ciudad incorporó la parroquia de Varnum y la comuna rural de Kristinehamn. En 1971, la ciudad se fusionó con el municipio de Kristinehamn, con Kristinehamn como localidad central.
Eclesiásticamente, la localidad siempre ha pertenecido a la parroquia de Kristinehamn, que en 1960 incorporó la parroquia de Varnum. La parroquia pertenece a la diócesis de Karlstad.
Hasta 1971, la localidad estaba dentro de la jurisdicción del tribunal de Kristinehamn. De 1971 a 2005, la localidad estuvo en la jurisdicción del distrito judicial de Kristinehamn y, desde 2005, forma parte de la jurisdicción del distrito judicial de Värmland.

## Comunicaciones

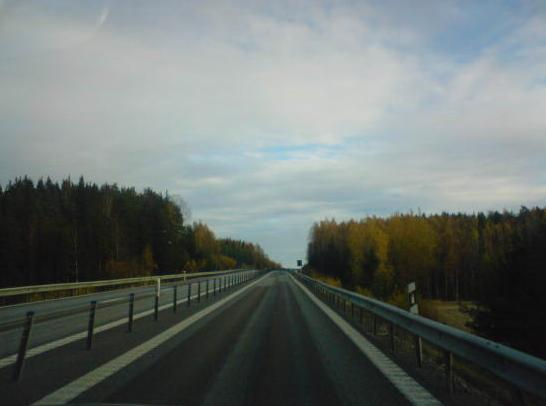
Carretero E18 Karlskoga a Kristinehamn

Kristinehamn se encuentra a lo largo de la Europaväg 18 (Estocolmo-Oslo) y la carretera nacional 26.
Los autobuses de larga distancia conectan Kristinehamn con ciudades como Estocolmo, Oslo, Gotemburgo y Jönköping. Los autobuses regionales de Värmland operan rutas hacia Karlstad, Karlskoga, Medhamn, Björneborg, Degerfors, Rudskoga, Bjurvik, Nybble, Gullspång, Filipstad y Storfors. También hay autobuses urbanos que circulan por 10 diferentes líneas.
Kristinehamn tiene el segundo puerto más grande y el más nororiental del lago Vänern. El puerto es operado por Vänerhamn AB. En verano, hay barcos turísticos que van a algunas de las islas del archipiélago.
La estación de Kristinehamn se encuentra en la línea Värmlandsbanan. Aquí también comienza la línea Inlandsbanan. Hay trenes regionales hacia Charlottenberg/Oslo/Kongsvinger, así como hacia Gotemburgo, pasando por Karlstad y Arvika, y hacia Örebro, pasando por Degerfors. Con Tågåkeriet i Bergslagen (Tågab) se puede viajar a Gotemburgo vía Skövde o Trollhättan. También hay trenes hacia Karlstad y Falun. SJ opera servicios hacia Oslo y Estocolmo, así como hacia Örebro pasando por Hallsberg.

## Industria y comercio

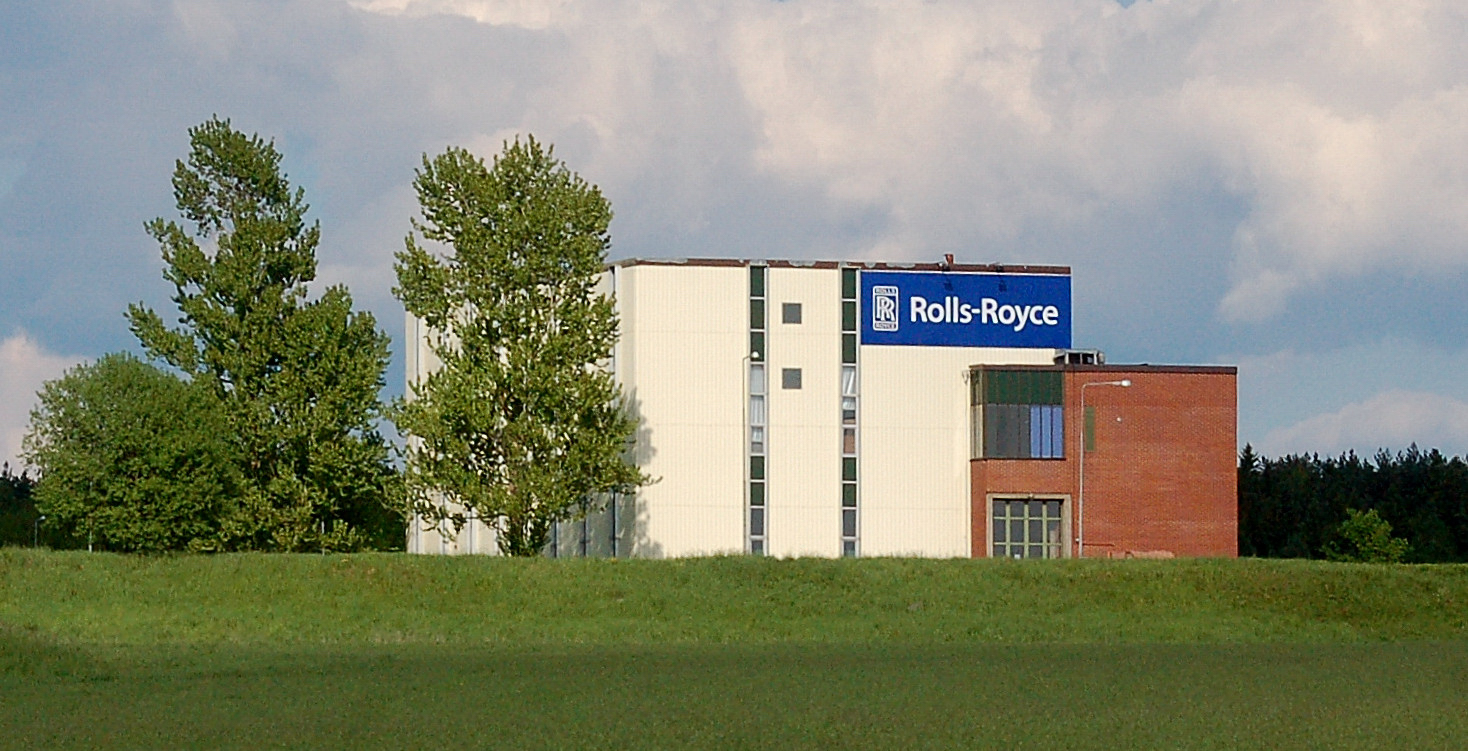
Rolls-Royce en Kristinehamn

El mayor empleador privado de la ciudad es KMAB (Kongsberg Maritime Sweden AB), fabricante de, entre otras cosas, hélices. Otros empleadores importantes incluyen Akzo Nobel, Aston Harald Mekaniska Verkstad, Adhesives, Wiréns Åkeri, Combi Wear Parts, Albin Components (engranajes) y Björneborg Steel AB.
Entre las empresas más innovadoras de la ciudad se encuentra Re:NewCell AB, que tiene una planta piloto para el reciclaje de textiles en pulpa textil.
En Kristinehamn se encuentra la sede de la agencia gubernamental Elsäkerhetsverket.
En Bäckhammar, al sur de Kristinehamn, se encuentra una de las fábricas de papel de Nordic Paper, así como su sede principal. La fábrica produce principalmente papel kraft a partir de su propia pulpa de sulfato.

## Sistema bancario
El banco de ahorros de Kristinehamn se fundó en 1843. En 1975 se fusionó con Länssparbanken Värmland, que más tarde se convirtió en parte de Swedbank.
Wermlands Enskilda Bank tuvo una sucursal en Kristinehamn desde su fundación en 1833. Enskilda Banken en Kristinehamn se fundó en 1865, lo que llevó a que Wermlandsbanken abandonara la localidad. El 1 de julio de 1898, Örebro Handelsbank estableció una sucursal en Kristinehamn. Wermlandsbanken regresó en octubre de 1902. Filipstads Bank abrió una sucursal en Kristinehamn el 1 de octubre de 1911. Kristinehamnsbanken se había fusionado con Wermlandsbanken; posteriormente, Sydsvenska Kreditaktiebolaget se hizo cargo de Filipstads Bank, mientras que Örebro Handelsbank se convirtió en parte de Svenska Handelsbanken. Skånska Banken (anteriormente Sydsvenska Kredit) transfirió su operación en la localidad a Handelsbanken en 1935.
El 13 de septiembre de 2021, Handelsbanken cerró. Después de esto, Swedbank y Nordea permanecen en la localidad.

## Lugares de interés
- A orillas del lago Vänern se encuentra esta estatua de Pablo Picasso de 15 metros de altura en 59°16′24″N 14°03′05″E / 59.273279, 14.051522 desde 1965. La estatua fue diseñada por Picasso, pero construida e inaugurada sin que él visitara el sitio de construcción. Picasso nunca visitó Kristinehamn. Sus 15 metros la convierten en la segunda escultura de Picasso más alta del mundo, después de la escultura de Chicago, que mide 15.2 metros de altura.
- La Piedra rúnica de Järsberg, la más antigua del condado de Värmland, con origen en el año 500 d. C., se encuentra a aproximadamente 1 km fuera de la ciudad de Järsberg. La última interpretación de las runas fue realizada por Sven B. F. Jansson (1906-1987). Cita: "Mi nombre es "Ljuv". Mi nombre es "Ravn". Yo "Eril" estoy haciendo las runas". Se ha encontrado una perla de la misma época en la zona.[20]
- La iglesia de Kristinehamn (Kristinehamns kyrka) fue diseñada por el profesor Carl Georg Brunius (1793–1869) y se inauguró por primera vez en 1858. La iglesia también tiene un museo en la galería del santuario que merece una visita debido a su arquitectura única.[21]

## Barrios de Kristinehamn
- Bro
- Broängen
- Djurgården
- Drevsta
- Enserud
- Fältet
- Haga
- Kvarnbyn
- Landa
- Marieberg
- Marielund
- Presterud
- Sandfallet
- Sanna
- Smedby
- Stenbacken
- Stenstaliden
- Stensta
- Strand
- Stenfallet
- Villastaden
- Ålkärr
- Östermalm

## Deportes
Los siguientes clubes deportivos se encuentran en Kristinehamn:
- IFK Ölme

## Personas notables
- Bror Beckman (1866–1929), compositor y director del Royal College of Music, Stockholm.
- Bo Christian Larsson (1976-), un artista que trabaja principalmente con dibujos de gran tamaño, instalaciones y arte performativo.
- Torsten Palm (1947-), expiloto de Fórmula 1.
- Tom Trana (1937–1991), piloto de rally.

## Turismo y atracciones

### El archipiélago y sus islas
En el archipiélago hay barcos turísticos que van a varias islas, entre ellas Vålön, donde hay varias playas de arena. Desde Vålön hay puentes hacia Kalvön y Sibberön, donde hay lugares para acampar y áreas de barbacoa. Kalvön, Sibberön y algunos islotes forman parte de la reserva natural de Sibberön. En Alvön y Långön hay buenas zonas para nadar en las rocas y posibilidades de pasar la noche en tiendas de campaña, refugios o en tu propio barco. En verano también se puede hacer un recorrido por las islas del archipiélago con varios barcos diferentes, lo cual es una atracción turística muy apreciada.

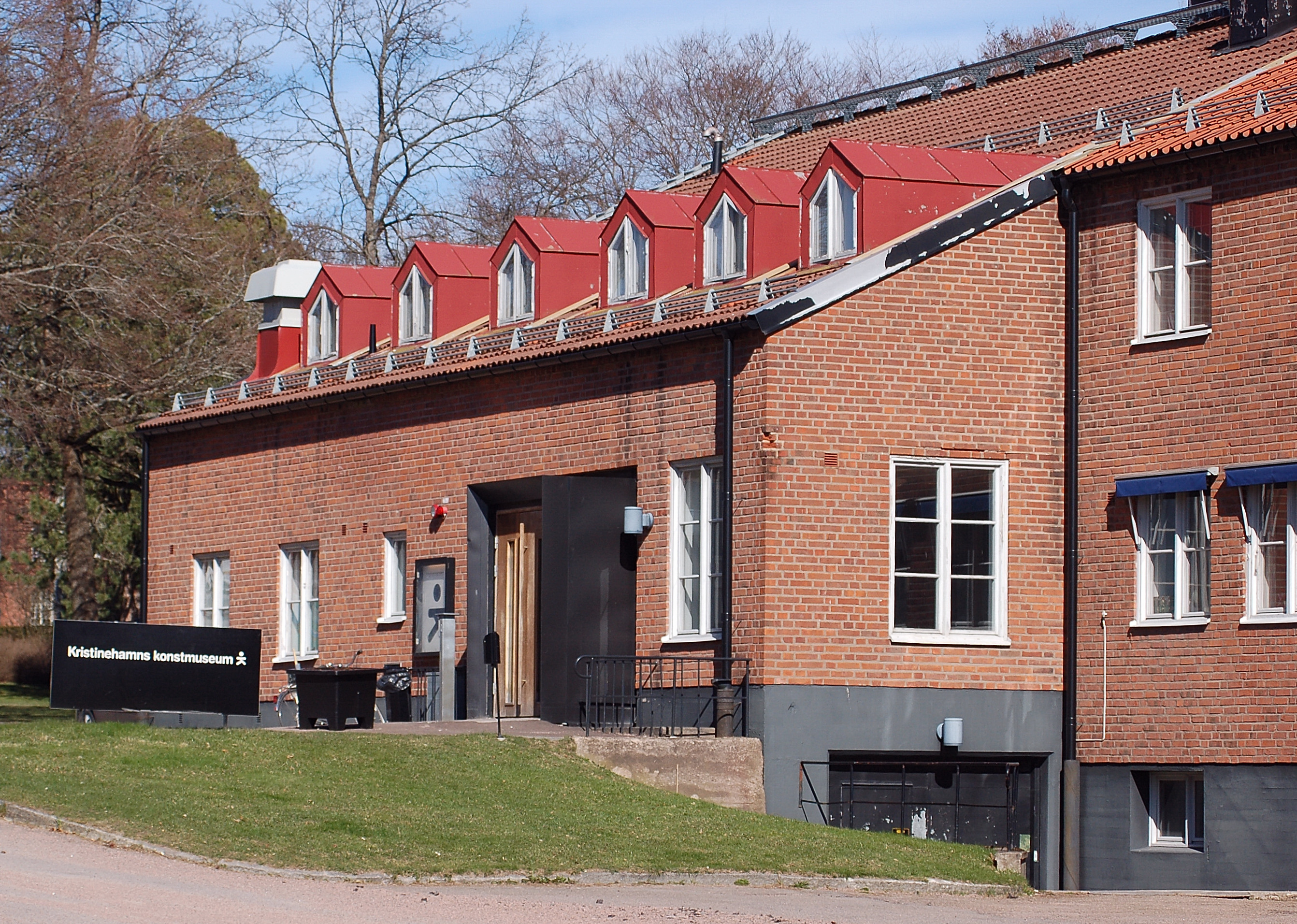
El museo de arte de Kristinehamn

### El museo de arte
El museo de arte de Kristinehamn está situado en la parte occidental de Kristinehamn. En 2003 se organizó una exposición de Picasso que atrajo la atención internacional. En 2005 se organizó una exposición muy concurrida del arquitecto finlandés Alvar Aalto.

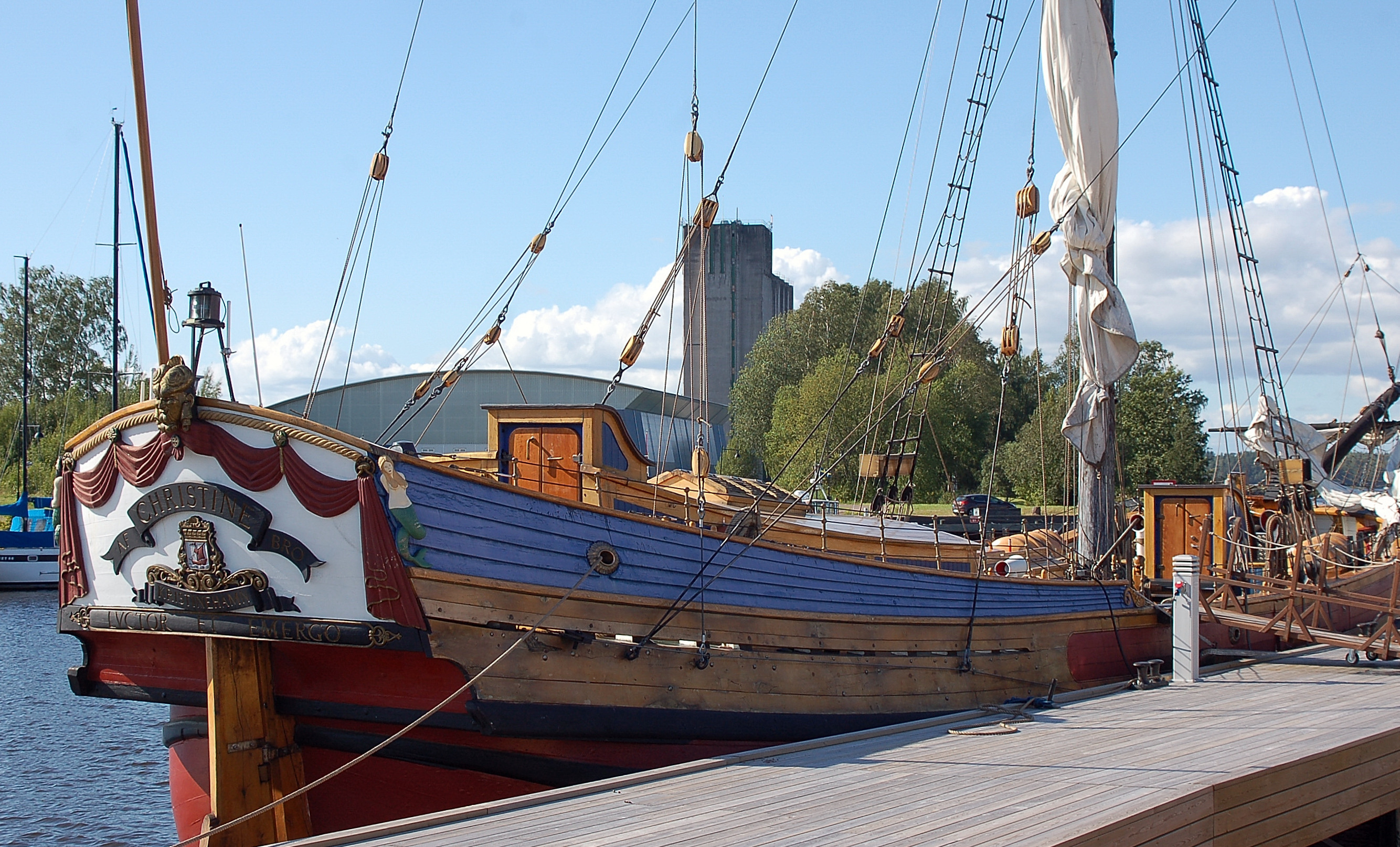
Barco de Christine af Bro, Kristinehamn

### El bojort Christine af Bro

Escudo de Kristinehamn

El bojort Christine af Bro, que también es el escudo de la ciudad flotante, ha sido un destino turístico muy visitado desde su viaje inaugural el 18 de junio de 2005. El bojort es un barco de origen holandés que se utilizó en los siglos XVI, XVII y XVIII principalmente para transportar hierro de las fundiciones de Bergslagen. No quedaban barcos de este tipo en los países nórdicos, pero como parte de un proyecto de la UE y del mercado laboral, se ha reconstruido uno de estos barcos en Kristinehamn. Este nuevo bojort, con una longitud total de 29,5 metros y un peso de 130 toneladas, se promociona como un proyecto turístico y cultural del municipio de Kristinehamn, que desde el año 2000 es el principal responsable del proyecto. Este bojort lleva el nombre de "Christine af Bro" y fue construido entre 1997 y 2005. En agosto de 2005, el barco participó en la etapa final de la Tall Ship Race en Fredrikstad, Noruega. Durante este viaje, más de 5,000 personas visitaron el barco.

## Galería

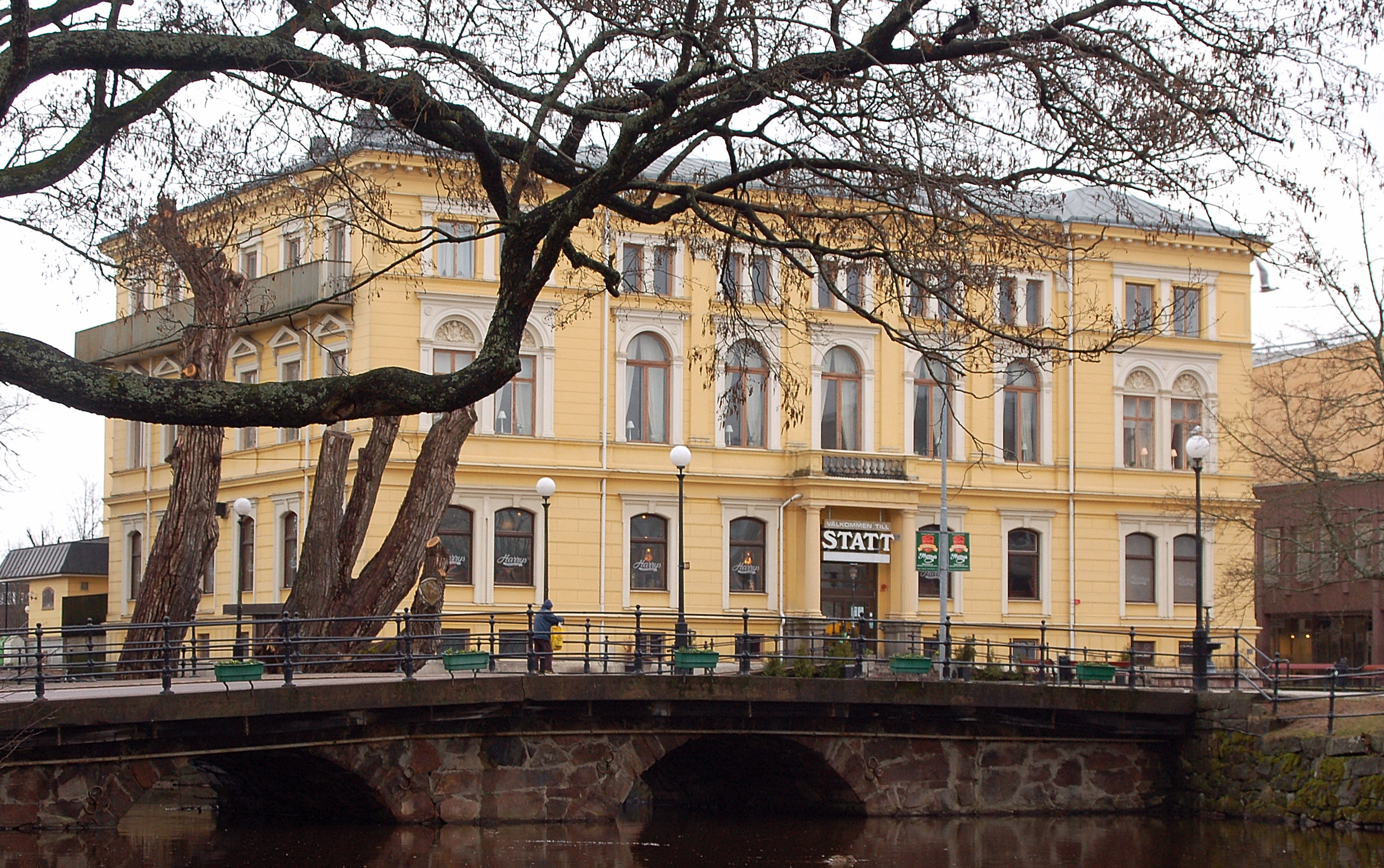
Hotel de la ciudad de Kristinehamn
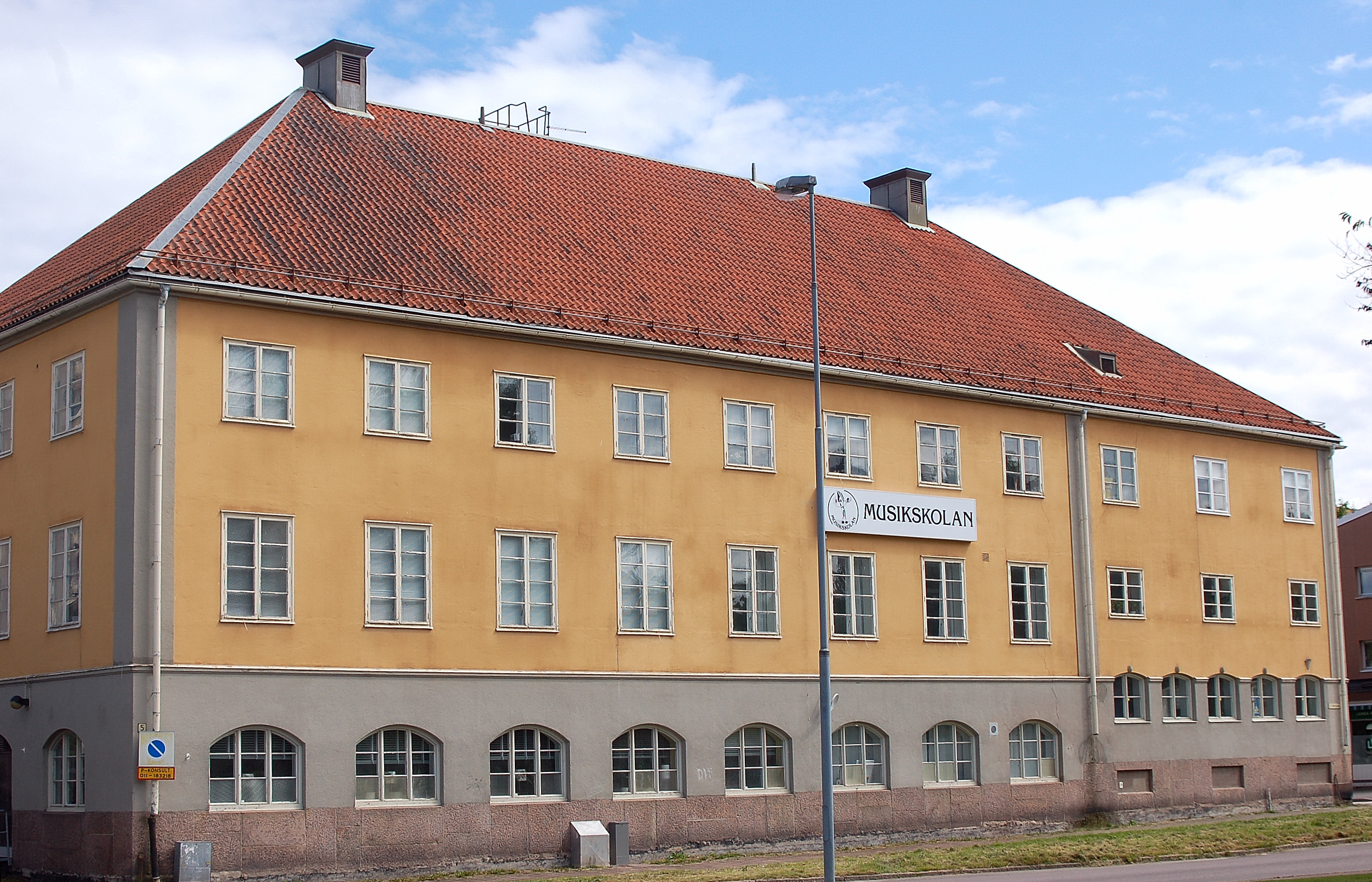
Escuela de música de Kristinehamn
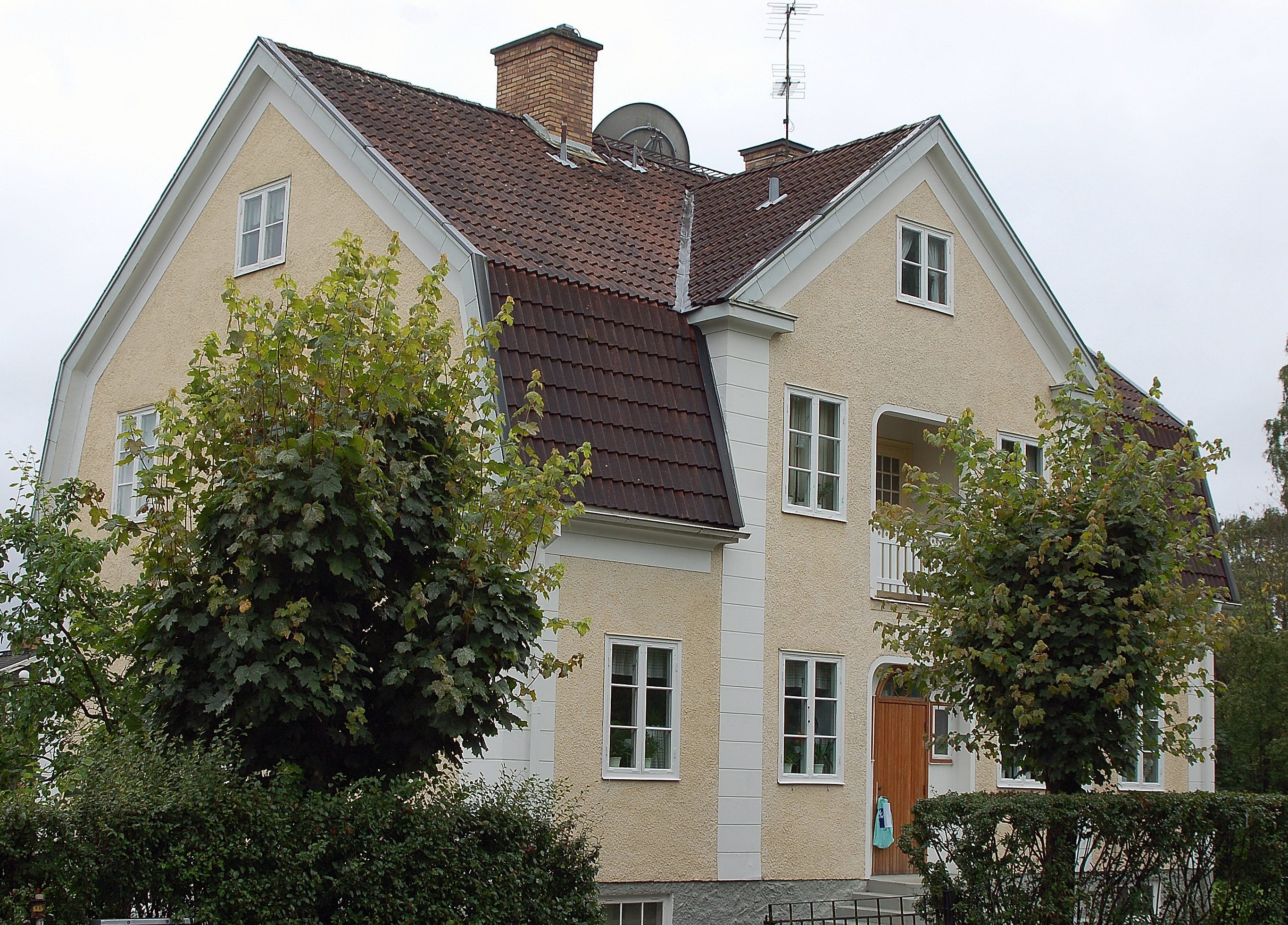
Villa Älvdalen

## Esculturas de Picasso en Strandudden

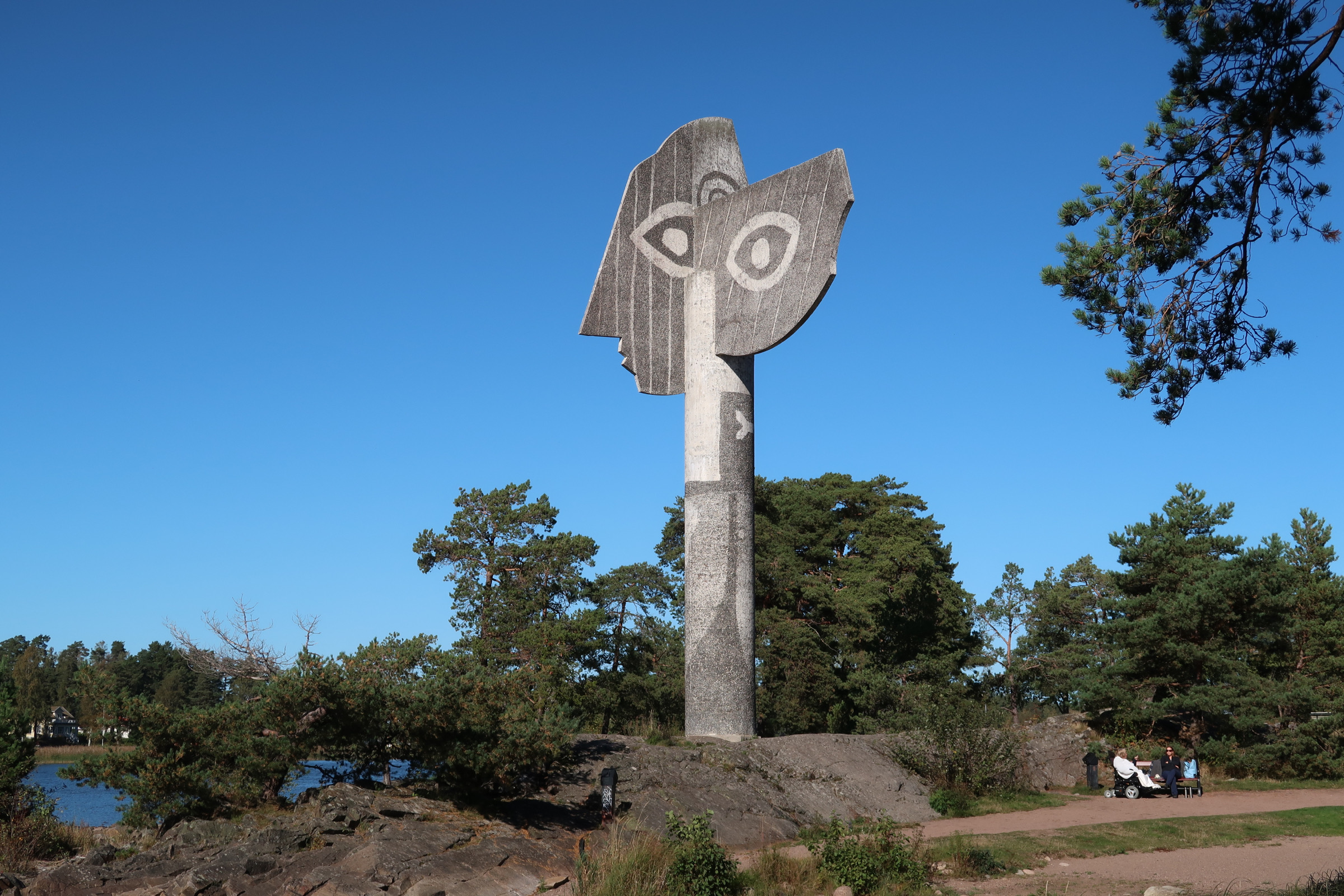
Estatua de Picasso en Kristinehamn

En Strandudden se encuentra desde 1965 la escultura monumental de 15 metros de altura de Pablo Picasso que representa a su esposa Jacqueline. Los primeros bocetos y modelos de la escultura se realizaron en la década de 1950. El artista noruego Carl Nesjar había trabajado con Pablo Picasso y realizado esculturas para él durante unos 17 años. Picasso había tenido durante mucho tiempo el deseo de erigir una gran escultura en algún lugar. Ya se había hecho una escultura modelo. Nesjar se había informado en su municipio natal en Noruega, pero el municipio de Larvik consideraba que la escultura era demasiado horrible.
En Francia, Nesjar conoció a Bengt Olson, un pintor de Kristinehamn. Nesjar mencionó la escultura "sin hogar". Olson pensó que tal vez podría colocarse en Kristinehamn o en algún lugar de los alrededores de la ciudad. Nesjar sugirió que Olson investigara al respecto. Olson contactó con el consejo municipal y Nesjar presentó la propuesta a Picasso. Picasso dijo que si Nesjar erigía la escultura y se colocaba en un lugar adecuado, funcionaría. Se tomaron algunas fotografías en la península que ahora se llama Picassoudden.
Kristinehamn utiliza el eslogan "Picasso eligió Kristinehamn. ¡Bienvenido tú también!" El concepto de Pablo Picasso ha demostrado ser especialmente duradero en la ciudad y ha dado nombre, entre otras cosas, a pizzerías (Pablo y Picasso) y a una copa de fútbol (Copa Picasso). El Club de Natación de Kristinehamn también tiene una competencia llamada Copa Picasso. El Club de Tenis de Kristinehamn inició en 1994 una competencia de interiores llamada Pablo Open y algunos años después una competencia al aire libre llamada Juegos Picasso.

## Historia temprana de la industria
El kronobruk orientado a la exportación de Bro (actualmente Kristinehamn) fue establecido en la década de 1570 por iniciativa de Carlos IX y fue un complemento al kronobruk de Asphyttan, una creación de Gustavo Vasa. La instalación en Bro era relativamente grande, con cuatro altos hornos, una forja de martillo y dos fraguas, una forja de osmund con dos fraguas y una llamada forja de objetos pequeños. El bruk también contaba con cuatro molinos. A finales de la década de 1570, entre 80 y 100 personas trabajaban en la finca real y el kronobruk de Bro. Durante la década de 1580, el número de trabajadores disminuyó a 35 personas. A mediados de la década de 1580, la actividad cesó por completo. La causa principal fue que el duque Carlos había establecido su tercer y más importante bruk, Nykroppa, y trasladó la actividad de Bro allí. También hay registros en las cuentas de 1574 que indican que una instalación en Säby formaba parte del kronobruk de Bro.
Sin embargo, el periodo de actividad del bruk de Bro fue breve, principalmente debido a la distancia a la mina de Persberg. Resultaba demasiado costoso y laborioso transportar el mineral las 50 kilómetros desde la mina hasta Bro. Después del cierre del bruk, Bro volvió a su función original de ser un puerto de embarque para los productos de hierro de Bergslagen y un puerto de importación de alimentos.